# Боммер (кинотеатр)
Боммер — первый в Харькове стационарный кинотеатр, открытый в специально построенном новом здании.

## История
Первая демонстрация кинематографа в Харькове состоялась 7 июля 1896 года, но широкое распространение стационарных постоянно работающих кинотеатров началось только в 1906 году. Они располагались в переоборудованных арендуемых помещениях, часто плохо приспособленных для подобных задач. Французские братья Боммер решили открыть свой кинотеатр не в арендуемом помещении, а в новом здании, построенном рядом с гостиницей «Россия» на Екатеринославской улице (ныне — Полтавский Шлях, 6). Его строительство завершилось в марте 1908 года. Кинотеатр был построен по проекту архитектора Б. Корнеенко на месте сгоревшего в 1907 году здания, в котором размещалось фотоателье А. Федецкого. Торжественное открытие кинотеатра состоялось 3 марта. Директором был назначен И. Вальчини. На первом этаже был оборудован зрительный зал на 380 мест. На втором этаже располагалось большое фойе, где ожидающих нового сеанса развлекал оркестр. Именно дирекция кинотеатра «Бр. Боммер» начала первой в городе систематически снимать местную кинохронику. Через полгода после открытия «Боммера» штатный кинооператор кинотеатра производит первые в Харькове профессиональные съемки. По сообщению газеты «Южный край» сюжет «Крестный ход в Харькове 30 сентября» вышел в прокат 26 декабря. В январе 1908 года на экраны выходит еще один боммеровский сюжет «Виды города Харькова», который также был показан во многих регионах Российской империи. В 1909-1910 годах кинотеатр «Бр. Боммер» выпускает небольшие видовые сюжеты «Праздник весны», «Скачки на ипподроме», «Похороны артиста М.Л. Кропивницкого в Харькове» и «Гуляния в харьковском университетском саду». В 1910 году «Боммер» выпускает полнометражный документальный фильм «Одесская промышленная выставка». Съемки были осуществлены по решению Харьковского съезда горнопромышленников Юга России. Еще один полнометражный документальный фильм – «Харьковский паровозостроительный завод на Балашовке» был снят в 1914 году. Последний хроникальный боммеровский сюжет, сведения о котором удалось разыскать – «Отъезд из Одессы харьковского отряда французских и бельгийских запасных» демонстрировался в Харькове 22 августа 1914 года. Кинотеатру «Бр. Боммер» принадлежит также пальма первенства и в области игрового кино. 21 марта 1909 выходит первый игровой фильм, снятый в Харькове. Комедия «Чудо граммофон, купленный в магазине о-ва "Граммофон", Екатеринославская ул. № 6», была разыграна в магазине, которые находились в помещении кинотеатра «Бр. Боммер». В 1910 году дирекция кинотеатра финансировала производство киноводевиля «Кума Хфеська» - экранизацию украинской водевиля В. Дмитренко «Кум мельник» в исполнении украинской труппы под управление Д. Байды-Суховия. Картина имела шумный успех, поскольку в первый раз обращалась к украинской теме, и в том же году Д. Байда-Суховий совершил повторную экранизацию киноводевиля, но с другим актерским составом. К сожалению, ни один из фильмов снятых кинотеатром «Бр. Боммер» не сохранился.
Главная контора братьев Боммер находилась в Ростове. Фирма имела филиалы в Харькове, Екатеринославе, Ялте и ряде других городов. Кроме показа фильмов в кинотеатрах фирма также занималась кинопрокатом и продажей оборудования для кинотеатров.
После начала гражданской войны братья Боммер прекращают коммерческую деятельность на территории России. В помещении кинотеатра начинает работать кабаре «Intime» Но в начале 20-х годов кинотеатр вновь открывается советскими властями, но уже под названием «Кинотеатр № 5». В 1920 году в нём произошёл несчастный случай — в давке на лестнице обрушились перила и несколько человек были смертельно травмированы. После этого инцидента во всех кинотеатрах города на билетах стали указывать места.
В 1927 году был переименован в кинотеатр «Имени Карла Маркса».
Во время нацистской оккупации Харькова кинотеатр работал под названиями «Марс» и «Kino №4»
В 40-е годы кинотеатр переименовали в «Имени Дзержинского». В 1951 году кинотеатр реконструировали, на втором этаже в фойе был организован второй зрительный зал вместимостью 280 человек.
В 1951 году кинотеатр реконструировали, на втором этаже в фойе был организован второй зрительный зал вместимостью 280 человек.
В 1993 году кинотеатр сменил название на укр. «Зустріч», а в 2003 году вернул себе историческое название — «Боммер». Кинотеатр специализируется на показе некоммерческого кино, лент-победителей различных фестивалей, показывает студенческие работы и проводит фестивали современного европейского и азиатского кино.

### Попытки продажи
Весной 2007 года областные власти собирались продать здание с аукциона (является коммунальной собственностью Харьковского облсовета). Вырученные от продажи деньги предлагалось направить на закупку лекарств, что, естественно, очень сложно проконтролировать. Такое предложение сделал председатель облсовета Василий Салыгин. Позже он посетил кинотеатр и увидел афишу с анонсом драмы греческого режиссёра Костаса Запаса «Последний порнофильм», получившей ряд наград на фестивалях (в этом фильме нет порнографии, и он посвящён истории семьи бывшей порнозвезды). О своих впечатлениях Салыгин позже сообщил журналистам: «Я увидел очень большую афишу с рекламой порнофильма, который будут транслировать на следующей неделе». Решение о продаже вызвало большой общественный резонанс, и депутаты совета проголосовали за исключение здания кинотеатра из списка объектов, подлежащих приватизации.
3 апреля 2009 г. на сессии облсовета было принято решение о приватизации трех городских кинотеатров — «Холодногорский», «Им. Орджоникидзе» и «Боммер». Инициативной группой был организован ряд акций, и при поддержке общественности и постоянных посетителей кинотеатра арендаторам удалось добиться исключения кинотеатра из списка приватизации.
Решение Облсовета от 25 июня 2009 года № 1269 — V гласило: п.18. "Продать целостный имущественный комплекс кинотеатра «Зустріч», который находится в аренде ООО "Кинотеатр «Боммер», несмотря на договор аренды, действующий до 2012 г.Новость об отказе депутатов снять «Боммеръ» с продажи
8 сентября 2009 г. активисты кампании начали сбор подписей против продажи кинотеатра, и за двое суток под петицией в Интернете подписались больше тысячи харьковчан.
10 сентября 2009 г. обращение оргкомитета на имя главы и депутатов Харьковского облсовета с требованием исключить «Боммер» из перечня объектов для продажи было передано по назначению.
29 октября 2009 года подавляющее большинство депутатов Харьковского областного совета из Партии регионов, Блока Юлии Тимошенко, «Нашей Украины-Народная самооборона» отказались поддержать проект решения предложенный депутатом Цымбалюком об исключении кинотеатра «Боммеръ» из списка объектов подлежащих продаже.